# Lions (Rugby Union)
Die Lions (dt. die Löwen; früher Golden Cats und Cats genannt) sind eine Rugby-Union-Mannschaft aus der südafrikanischen Stadt Johannesburg. Sie spielt seit 2021 in der internationalen United Rugby Championship, zuvor war sie der Super Rugby. Die Heimspiele werden im Ellis-Park-Stadion ausgetragen. Das Team firmierte bis zur Saison 2007 unter dem Namen Cats.

## Geschichte
Als das Super-12-Turnier 1996 begann, qualifizierten sich die vier besten südafrikanischen Mannschaften aus dem Currie Cup für die erste Austragung. Darunter waren auch die Golden Lions. In der ersten Saison erreichten sie den 10. Platz. 1997 qualifizierte sich das Team auch für die zweite Spielzeit unter dem Namen Gauteng Lions. Am Ende fehlten zwei Punkte zu einem Platz im Halbfinale.
1998 übernahm der südafrikanische Verband das Franchise-System und bestimmte vier Teams für das Super 12. Darunter waren auch die Cats, wie die Lions zu dieser Zeit noch hießen. In den ersten zwei Spielzeiten unter dem neuen Namen gelang es ihnen nicht, sich für die Runde der letzten Vier zu qualifizieren. Im Jahr 2000 schafften die Cats es jedoch ins Halbfinale, scheiterten dort an den Brumbies. Auch in der nächsten Saison erreichten sie wieder das Halbfinale, diesmal unterlagen sie den Sharks.
In den nächsten Spielzeiten blieb den Cats je zweimal der vorletzte und der letzte Rang. 2006 stellte der Verband den neuen Namen „Lions“ für die Mannschaft aus Johannesburg vor. Aufgrund des weiter ausbleibenden Erfolgs wurden die Lions in der Saison 2013 durch die Southern Kings ersetzt. Am Ende der Saison gewannen die Lions die Relegationsspiele gegen die Kings und konnten sich so wieder für das Super Rugby qualifizieren.
In den Spielzeiten 2016, 2017 und 2018 gelang den Lions der Einzug ins Finale, wo man gegen die 
Hurricanes (2016) und zwei Mal gegen die Crusaders verlor.

## Spieler

### Aktueller Kader
Der Kader für die Saison 2019:

### Bekannte ehemalige Spieler
- Johan Ackermann
- Willem Alberts
- Schalk Brits
- Todd Clever (Vereinigte Staaten)
- Jannie de Beer
- Faf de Klerk
- Os du Randt
- Jaque Fourie
- Butch James
- Conrad Jantjes
- Rory Kockott (Frankreich)
- Ollie le Roux
- Victor Matfield
- Franco Mostert
- André Pretorius
- Gurthrö Steenkamp
- Josh Strauss (Schottland)
- CJ van der Linde
- Joe van Niekerk
- André Venter
- Paul Willemse (Frankreich)

## Platzierungen

### Super 12
| Jahr | Spiele | Siege | Unent. | Ndlg. | Spiel- punkte | Diff. | Bonus- punkte | Tabellen- punkte | Platz | Playoffs                        |
| ---- | ------ | ----- | ------ | ----- | ------------- | ----- | ------------- | ---------------- | ----- | ------------------------------- |
| 1996 | 11     | 3     | 0      | 8     | 228:299       | −71   | 4             | 16               | 10.   |                                 |
| 1997 | 11     | 5     | 1      | 5     | 302:346       | −44   | 6             | 28               | 5.    |                                 |
| 1998 | 11     | 2     | 0      | 9     | 266:346       | −80   | 7             | 15               | 12.   |                                 |
| 1999 | 11     | 4     | 0      | 6     | 312:341       | −29   | 6             | 22               | 11.   |                                 |
| 2000 | 11     | 7     | 0      | 4     | 320:334       | −14   | 4             | 32               | 4.    | Halbfinalniederlage gegen Blues |
| 2001 | 11     | 7     | 0      | 4     | 285:244       | +41   | 6             | 34               | 3.    | Halbfinalniederlage gegen Blues |
| 2002 | 11     | 1     | 0      | 10    | 228:407       | −179  | 2             | 6                | 11.   |                                 |
| 2003 | 11     | 2     | 0      | 9     | 259:398       | −139  | 5             | 13               | 12.   |                                 |
| 2004 | 11     | 1     | 0      | 10    | 294:459       | −165  | 7             | 11               | 12.   |                                 |
| 2005 | 11     | 1     | 1      | 9     | 226:326       | −100  | 7             | 13               | 11.   |                                 |

### Super 14
| Jahr | Spiele | Siege | Unent. | Ndlg. | Spiel- punkte | Diff. | Bonus- punkte | Tabellen- punkte | Platz | Playoffs |
| ---- | ------ | ----- | ------ | ----- | ------------- | ----- | ------------- | ---------------- | ----- | -------- |
| 2006 | 13     | 2     | 1      | 10    | 220:405       | −185  | 5             | 15               | 13.   |          |
| 2007 | 13     | 5     | 0      | 8     | 175:284       | −109  | 2             | 22               | 12.   |          |
| 2008 | 13     | 2     | 1      | 10    | 206:367       | −161  | 2             | 12               | 14.   |          |
| 2009 | 13     | 4     | 0      | 9     | 294:419       | −125  | 8             | 24               | 12.   |          |
| 2010 | 13     | 0     | 0      | 13    | 270:585       | −315  | 5             | 5                | 14.   |          |

### Super Rugby
| Jahr | Spiele                       | Siege                        | Unent.                       | Ndlg.                        | Spiel- punkte                | Diff.                        | Bonus- punkte                | Tabellen- punkte             | Platz                        | Playoffs                             |
| ---- | ---------------------------- | ---------------------------- | ---------------------------- | ---------------------------- | ---------------------------- | ---------------------------- | ---------------------------- | ---------------------------- | ---------------------------- | ------------------------------------ |
| 2011 | 16                           | 3                            | 1                            | 12                           | 351:477                      | −126                         | 7                            | 29                           | 14.                          |                                      |
| 2012 | 16                           | 3                            | 0                            | 13                           | 317:460                      | −143                         | 5                            | 25                           | 15.                          |                                      |
| 2013 | durch Southern Kings ersetzt | durch Southern Kings ersetzt | durch Southern Kings ersetzt | durch Southern Kings ersetzt | durch Southern Kings ersetzt | durch Southern Kings ersetzt | durch Southern Kings ersetzt | durch Southern Kings ersetzt | durch Southern Kings ersetzt | durch Southern Kings ersetzt         |
| 2014 | 16                           | 7                            | 0                            | 9                            | 367:413                      | −46                          | 3                            | 31                           | 12.                          |                                      |
| 2015 | 16                           | 9                            | 1                            | 6                            | 342:364                      | −22                          | 4                            | 42                           | 8.                           |                                      |
| 2016 | 15                           | 11                           | 0                            | 4                            | 535:349                      | +186                         | 8                            | 52                           | 2.                           | Finalniederlage gegen die Hurricanes |
| 2017 | 15                           | 14                           | 0                            | 1                            | 590:268                      | +322                         | 9                            | 65                           | 1.                           | Finalniederlage gegen die Crusaders  |
| 2018 | 16                           | 9                            | 0                            | 7                            | 519:435                      | +84                          | 10                           | 46                           | 2.                           | Finalniederlage gegen die Crusaders  |
| 2019 | 16                           | 8                            | 0                            | 8                            | 401:478                      | −77                          | 3                            | 35                           | 9.                           |                                      |